# 中安楽駅
中安楽駅（なかあんらくえき）は、かつて鹿児島県曽於郡志布志町安楽（現・志布志市志布志町安楽）にあった日本国有鉄道（国鉄）志布志線の駅（廃駅）である。志布志線廃止に伴い1987年（昭和62年）3月28日に廃止となった。
現在は、安楽保育園前に中安楽駅跡として残る。

## 歴史
- 1960年（昭和35年）8月1日：開業[1][2]。気動車の旅客のみを取り扱う駅員無配置駅[3]。
- 1987年（昭和62年）3月28日：志布志線廃止に伴い廃駅となる[1]。

## 駅構造
片面ホーム1面1線の地上駅であり、無人駅であった。

## 駅周辺
- 山宮神社
  - 天然記念物の「志布志の大クス」は天智天皇が植えたと伝わる。

## 隣の駅
日本国有鉄道
志布志線
安楽駅 - 中安楽駅 - 志布志駅